# Jon Andersson
Jon Andersson i Flaka, död 25 augusti 1563, var en svensk bondeledare på gränsen mellan Blekinge och Småland.

## Biografi
Jon Andersson omtalas i dokumenten första gången 1535 då han tillsammans med Nils Dacke mördade ridfogden Inge Arvidsson på Kalmar slott. Rasmus Ludvigsson uppger att han därefter skall ha varit "överste capiten" för en grupp upproriska bönder vid riksgränsen mellan Danmark och Sverige under Grevefejden. 1538 reste han till Lübeck för att söka kontakt med Berend von Melen för att vinna stöd för motståndet mot Gustav Vasa. Han återvände dock till Sverige och 1539 bötade han för mordet Inge Arvidsson och blev därefter förlåten. Han bodde 1539 i Flaken, Torsås socken (räknas numera till Rödeby socken) men var senast 1544 bosatt Ulvsmåla i Eringsboda socken. Av allt att döma deltog Jon Andersson inte i Dackeupproret, troligen hade de båda kommit i konflikt med varandra, Jon Andersson vistades i stället under upproret i Blekinge. Efter upprorets krossande greps han 1544 i Konga härad men släpptes mot en borgen på 100 oxar och 100 lod silver. Att han kunde erlägga så hög borgensumma tyder på att han måste ha haft mäktiga kontakter.
Jon Andersson sökte stöd hos ståthållaren i Sölvesborg Verner Parsberg och ståthållaren på Köpenhamns slott Esge Bilde som båda skrev brev till Jöran Jönsson (Svan) som var ståthållare på Kronobergs slott till förmån för Jon Andersson. 1552 greps Jon Andersson på nytt men släpptes sedan Gustav Vasa inte ansåg sig kunna lägga fram några bevis mot honom. Kungen gjorde dock 1553 ett försök att låta mörda Jon Andersson, vilket dock misslyckades. Jon Andersson deltog på 1550-talet i en gränssyningsnämnd mellan Danmark och Sverige, något som Gustav Vasa 1557 protesterade mot, och även anklagade Jon Andersson för övergrepp mot en svensk undersåte.
Inför utbrottet av Nordiska sjuårskriget ökade åter intresset kring Jon Andersson. I maj 1563 gjordes från svensk sida ett misslyckat försök att mörda honom. I juli 1563 uppmanades Verner Parsberg av Fredrik II att förhandla med Jon Andersson om att försöka få till stånd ett uppror där de småländska bönderna ställde sig på danskarnas sida. 25 augusti 1563 mördades dock Jon Andersson av hövitsmannen i Konga och Kindevalds härader Anders östgöte.